# Santa María de Huerta
Santa María de Huerta é um município da Espanha na província de Sória, comunidade autónoma de Castela e Leão, de área 49,15 km² com população de 396 habitantes (2006) e densidade populacional de 8,56 hab/km².

## Demografia
| Variação demográfica do município entre 1991 e 2004 | Variação demográfica do município entre 1991 e 2004 | Variação demográfica do município entre 1991 e 2004 | Variação demográfica do município entre 1991 e 2004 |
| --------------------------------------------------- | --------------------------------------------------- | --------------------------------------------------- | --------------------------------------------------- |
| 1991                                                | 1996                                                | 2001                                                | 2004                                                |
| 537                                                 | 496                                                 | 442                                                 | 419                                                 |